# Michael Opoku
Michael Opoku (* 20. Juli 2005 in Kopenhagen) ist ein dänischer Fußballspieler. Er spielt seit seiner Jugend bei Lyngby BK und gab im Februar 2024 sein Debüt im Profibereich. Zudem ist Opoku auch dänischer Nachwuchsnationalspieler.

## Karriere

### Verein
Michael Opoku, der ghanaische Wurzeln hat, kam im Jahr 2020 in die Akademie von Lyngby BK und gab am 18. Februar 2024 im Alter von 18 Jahren bei der 2:3-Niederlage beim FC Nordsjælland sein Profidebüt in der Superliga. Der Verein musste in die Abstiegsrunde, konnte aber dort den Klassenerhalt schaffen.

### Nationalmannschaft
Michael Opoku ist dänischer Nachwuchsnationalspieler und kam für das skandinavische Land in der Altersklasse U19 zum Einsatz. Mit dieser Mannschaft nahm er 2024 an der U19-Europameisterschaft in Nordirland teil und schied dort mit Dänemark als Gruppenletzter aus. Dabei kam Opoku in allen Spielen zum Einsatz.